# Ходжаев, Порсо Хасанович
Порсо́ Ходжа́ Хаса́н (узб. Porso Xoʻja Hasan; узб. Порсо Хӯҷа Ҳасан), также известный как Порсо́ Хаса́нович Ходжа́ев  (узб. Porso Hasanovich Xoʻjayev; узб. Порсо Ҳасанович Хӯҷаев) (1867—1937) — таджикский, узбекский и советский государственный политический и общественный деятель, просветитель, педагог. Известный представитель бухарского джадидизма, участник бухарской революции, один из отцов-основателей Бухарской Народной Советской Республики (БНСР). Награждён орденом Красной Звезды БНСР 1-й степени. Работал в высших должностях БНСР и Узбекской ССР.

## Биография
Родился в 1867 году в Бухаре — в столице Бухарского эмирата. Происходит от известного рода Ходжа. Учился в одном из бухарских медресе. Кроме родного персидского (таджикского) языка владел узбекским и русским языками. В 1890-е годы познакомился с идеями движения джадидизма, познакомился с бухарскими джадидистами. С 1905 года начал открывать новометодные джадидистские школы, содействовать выпуску джадидистских газет, а также помогать в открытии бесплатных читален и библиотек. Позднее примкнул к движению младобухарцев, участвовал в митингах против режима бухарского эмира в Бухаре, Шахрисабзе и Карши. Некоторое время пребывал в Самарканде.
Принимал активное участии в свержении монархии и бухарской революции. Являлся одним из основателей Бухарской Народной Советской Республики (БНСР). После образования БНСР, в течение года являлся председателем революционных комитетов Хатырчинского и Карманинского вилаятов. В 1921 году являлся министром сельского хозяйства БНСР, в 1922 году председателем центрального союза профсоюзов БНСР, с августа 1922 года по ноябрь 1924 года председателем ЦИК БНСР/БССР. С 1925 года стал заместителем председателя ЦИК Бухарского округа Узбекской ССР, председателем по земельной реформе в Бухарском округе. В 1929 году переехал в Ташкент и работал в различных должностях. Во второй половине 1937 года был арестован НКВД вместе с несколькими бывшими руководителями БНСР и обвинён в национализме, в антисоветской и контрреволюционной деятельности. 14 октября того же года приговорён к высшей мере наказания, расстрелян 25 октября того же года в Ташкенте. К моменту расстрела, ему было 70 лет. Посмертно реабилитирован 26 ноября 1962 года.